# Johann Friedrich von Haxthausen
Johann Friedrich von Haxthausen (auch Johann Friedrich Wilhelm Haxthausen von Elmershausen oder Johann Friedrich Wilhelm Elmershaus von Haxthausen) (* 16. Dezember 1858 in Lauenburg in Pommern; † 13. Juli 1914 in Berlin) war ein deutscher Jurist, Diplomat, und Gesandter mit dem Prädikat „Exzellenz“ in China.

## Leben
Zur schulischen Ausbildung besuchte von Johann Friedrich von Haxthausen die höhere Bürgerschule in Lauenburg und anschließend das Gymnasium in Neustadt. Das Abitur legte er im Juli 1879 ab und begann anschließend ein Studium der Rechtswissenschaften an den Friedrich-Wilhelms-Universität Berlin und Albert-Ludwigs-Universität Freiburg. Noch im gleichen Jahr begann er seinen Militärdienst als Einjährig-Freiwilliger. Das Studium schloss er 1882 ab und legte im Dezember sein Referendarexamen ab. Unmittelbar darauf war er im preußischen Justizdienst beschäftigt. Als Reserve-Offizier wurde er im März 1883 zum Sekonde-Lieutnant befördert und das Assessorenexamen legte er dann 1887 ab.
Zum April 1888 wurde Johann Friedrich von Haxthausen zum Auswärtigen Dienst einberufen und begann eine konsularische Laufbahn beim Auswärtigen Amt. Zur Einarbeitung wurde er ab Mai 1888 in der Abteilung II (Handelspolitik) verwendet. Einen Monat später wechselte er in die Abteilung IB (Personal und Verwaltung). Sein erster Einsatz führte ihn ab März 1889 an die preußische Gesandtschaft in Hamburg. Nach zwei Jahren kehrte er nach Berlin zur Abteilung IB zurück. Noch im gleichen Jahr erhielt er den Charakter als Vizekonsul. Im April 1892 führte von Haxthausen sein erster Auslandseinsatz nach Marseille. Hier übernahm er die kommissarische Leitung des deutschen Konsulats. Nach im gleichen Jahre wurde er beauftragt, die Leitung des Konsulats in Warna zu übernahmen. Hier trat er im Januar 1893 seinen Dienst an, wechselte aber bereits zum September zur Neueinrichtung des Konsulats nach Krakau. Im gleichen Jahr wurde er zum Premier-Lieutenant der Reserve befördert. In Krakau führte er die Geschäfte bis April 1894 und kehrte von dort in die Abteilung IB nach Berlin zurück. Im Folgejahr übernahm er hier die Leitung des Referates Generalien und Specialien und erhielt im August 1895 den Charakter als Legationsrat. Zwei Jahre darauf wurde er zum Wirklichen Legationsrat und Vortragenden Rat ernannt. Von Berlin aus wechselte er im Sommer 1898 nach Lemberg und übernahm dort die kommissarische Leitung des deutschen Konsulats. Seine Beförderung zum Hauptmann d. R. erhielt er 1899. Als Zwischenlösung wurde von Haxthausen im April 1900 die Ministerresidentur für Port-au-Prince auf Haiti übertragen. Aber bereits zum Jahreswechsel kehrte er wieder nach Deutschland zurück und übernahm ab April 1901 als Generalkonsul die Geschäfte in Warschau. Nach vier Jahren erfolgte die nächste Versetzung, er übernahm zum Februar 1905 die Geschäfte am Generalkonsulat in Amsterdam. Von hier wechselte er im Sommer 1906 als Ministerresident nach La Paz, in die Hauptstadt von Bolivien. Hier führte er ab Sommer 1909 den Rang eines Außerordentlichen Gesandten und bevollmächtigten Ministers. Im Frühjahr 1910 kehrte er nach Berlin zurück, wo er in der Abteilung IA (Politik) zum Einsatz kam.
Ab Februar 1911 erhielt Johann Friedrich von Haxthausen den Auftrag zur Leitung der deutschen Gesandtschaft in China. Hier sollte er den amtierenden Gesandten Arthur Alexander Kaspar von Rex (1856–1926) ablösen, der nach Tokyo beordert war. Im Juli 1911 übernahm er die Geschäfte als Gesandter in Peking. Geschäftsträger (Vertreter) von Februar 1911 bis Juli 1911 war der 2. Botschafter, der deutsche Diplomat Karl von Luxburg (1872–1956). Nach zwei Jahren erhielt von Haxthausen im Oktober 1913 das Prädikat „Exzellenz“. Sein Einsatz endete im Juni 1914. Von Haxthausen kehrte nach Deutschland zurück und verstarb wenige Tage darauf am 13. Juli 1914 in Berlin.

## Familie
Die Eltern von Johann Friedrich von Haxthausen waren der Amtsgerichtsrat Wilhelm von Haxthausen und dessen Ehefrau Emilie, geborene Dettloff. Zwei seiner Brüder waren der General Walter von Haxthausen (1864–1935) und der Marineattaché Wilhelm von Haxthausen (1874–1936). Seine Ehefrau Katharina von Haxthausen wurde nach seinem Tod Vorsitzende des Lette-Vereins.